# Acanthurus bahianus
Acanthurus bahianus (Castelnau, 1855) è un pesce osseo marino appartenente alla famiglia Acanthuridae.

## Distribuzione e habitat
La reale estensione dell'areale di questa specie è incerta a causa della compresenza di specie affini e difficilmente distinguibili come A. tractus e A. randalli, comunque sia comprende le parti tropicali, subtropicali e occasionalmente temperate dell'oceano Atlantico occidentale e centrale. Lungo il continente è accertata la sua presenza sulle coste brasiliane dal Maranhão a Santa Catarina. Sono state attribuite con sicurezza ad A. bahianus anche le popolazioni delle isole oceaniche centro atlantiche di Sant'Elena, Fernando de Noronha, Ascensione, Trindade e Atol das Rocas Più incerte sono le segnalazioni provenienti dall'Atlantico a sud fino a Rio de Janeiro e a nord dal mar dei Caraibi e le Bermuda fino alle acque non certo tropicali del Massachusetts. 
L'habitat di questo pesce sono le barriere coralline e le zone rocciose costiere, di solito dove sono presenti aree sabbiose.
Si può trovare fra i 2 e i 40 metri di fondale, è comune fino a circa 25 metri.

## Descrizione
Questa specie, come gli altri Acanthurus, ha corpo ovale, compresso lateralmente. La bocca è piccola, posta su un muso sporgente; sul peduncolo caudale è presente una spina mobile molto tagliente. La pinna dorsale è unica e piuttosto lunga, di altezza uniforme. La pinna anale è simile ma più corta. La pinna caudale è lunata. Le scaglie sono molto piccole. La livrea dell'adulto è variabile, il fondo è spesso bruno ma può variare dal giallastro al grigio bluastro con linee sottili ondulate scure sulla pinna dorsale, nel giovane le stesse linee sono presenti anche sui fianchi, carattere che va perduto o diventa poco visibile negli adulti. La pinna e il peduncolo caudali sono spesso chiari (ma talvolta neri). Mancano sempre le striature scure verticali tipiche di A. chirurgus. Non vi è dimorfismo sessuale.
È riportata la taglia massima è di 36 cm ma comunemente misura intorno ai 25 cm.

## Biologia
Può vivere fino a 31 anni.

### Comportamento
È generalmente solitario e territoriale ma si riunisce in gruppi per alimentarsi. Forma banchi misti con A. chirurgus e A coeruleus. I giovanili sono solitari.

### Alimentazione
Si nutre di alghe e in minor misura di fanerogame marine e del biofilm algale che copre i granuli di sabbia.

### Riproduzione
Questa specie forma aggregazioni per la riproduzione, sono stati contati fino a 20.000 individui. Non forma coppie stabili come quasi tutti gli altri Acanthurus. I maschi difendono un piccolo territorio dagli intrusi. Lo stadio larvale pelagico dura da 42 a 68 giorni e la larva assume abitudini demersali a una lunghezza di 26,9 mm. La maturità sessuale viene raggiunta a un anno di età e a una lunghezza di 11-16 cm.

## Pesca
È oggetto di pesca artigianale, soprattutto come bycatch, con nasse, reti da posta ed è anche preda della pesca subacquea.

## Acquariofilia
Si trova sul mercato dei pesci d'acquario.

## Conservazione
È una specie da comune ad abbondante in tutto l'areale e le popolazioni sono stabili. Il prelievo da parte della pesca non sembra aver portato a rarefazione in nessuna parte del suo range di distribuzione. Per questi motivi la Lista rossa IUCN classifica A. bahianus come "a rischio minimo".